# Набатейское царство

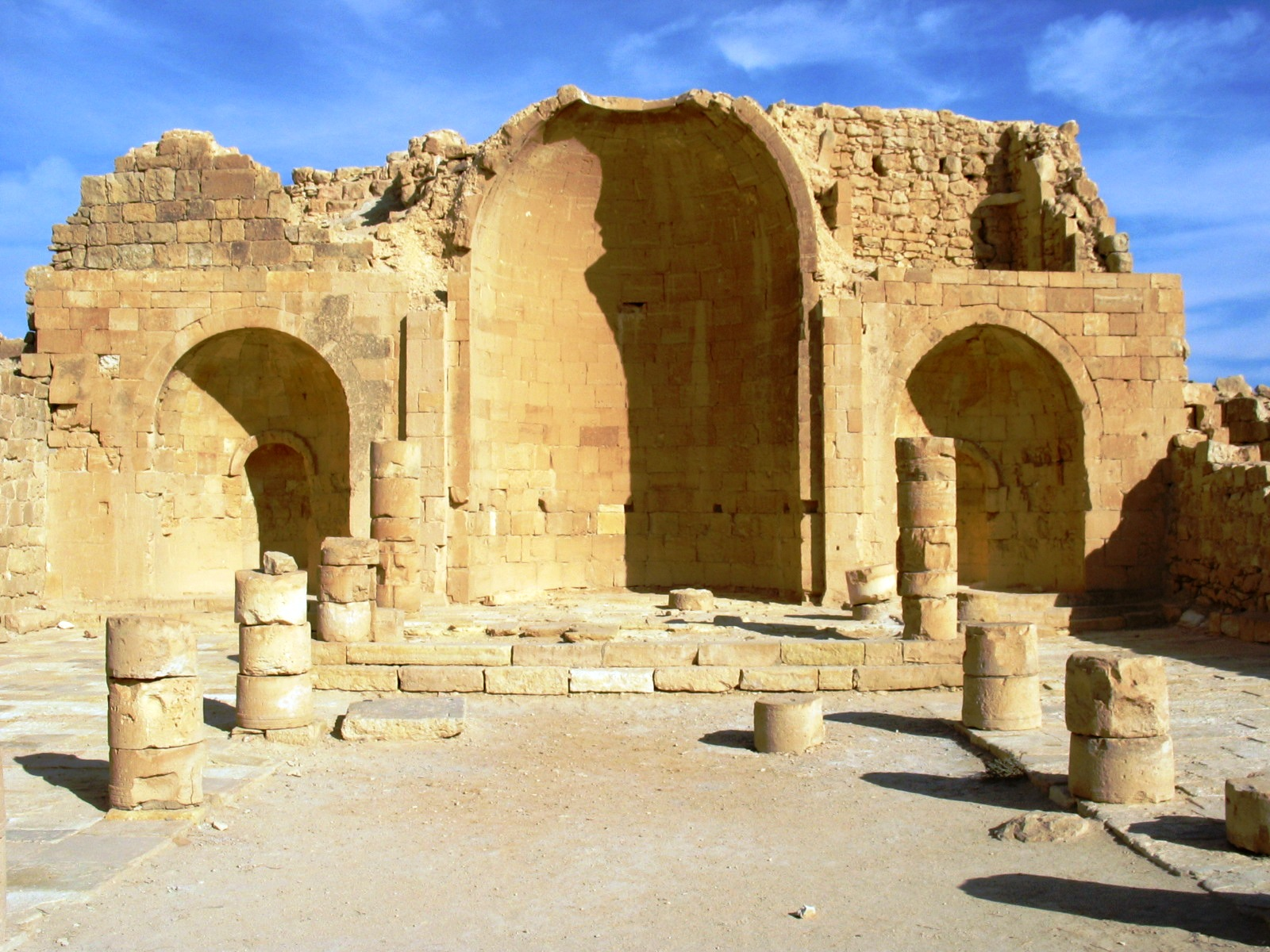
Национальный парк Шивта

Набате́йское ца́рство (Набате́я; набатейский яз. 𐢕𐢃𐢋𐢈 Nabāṭū) — государство, образованное набатеями — группой арабских племён, существовавшее в III веке до н. э. — 106 н. э. на территории современных Иордании, Израиля, Сирии и Саудовской Аравии. Столица Набатейского царства — Петра в долине Вади-Муса (Иордания).

## История

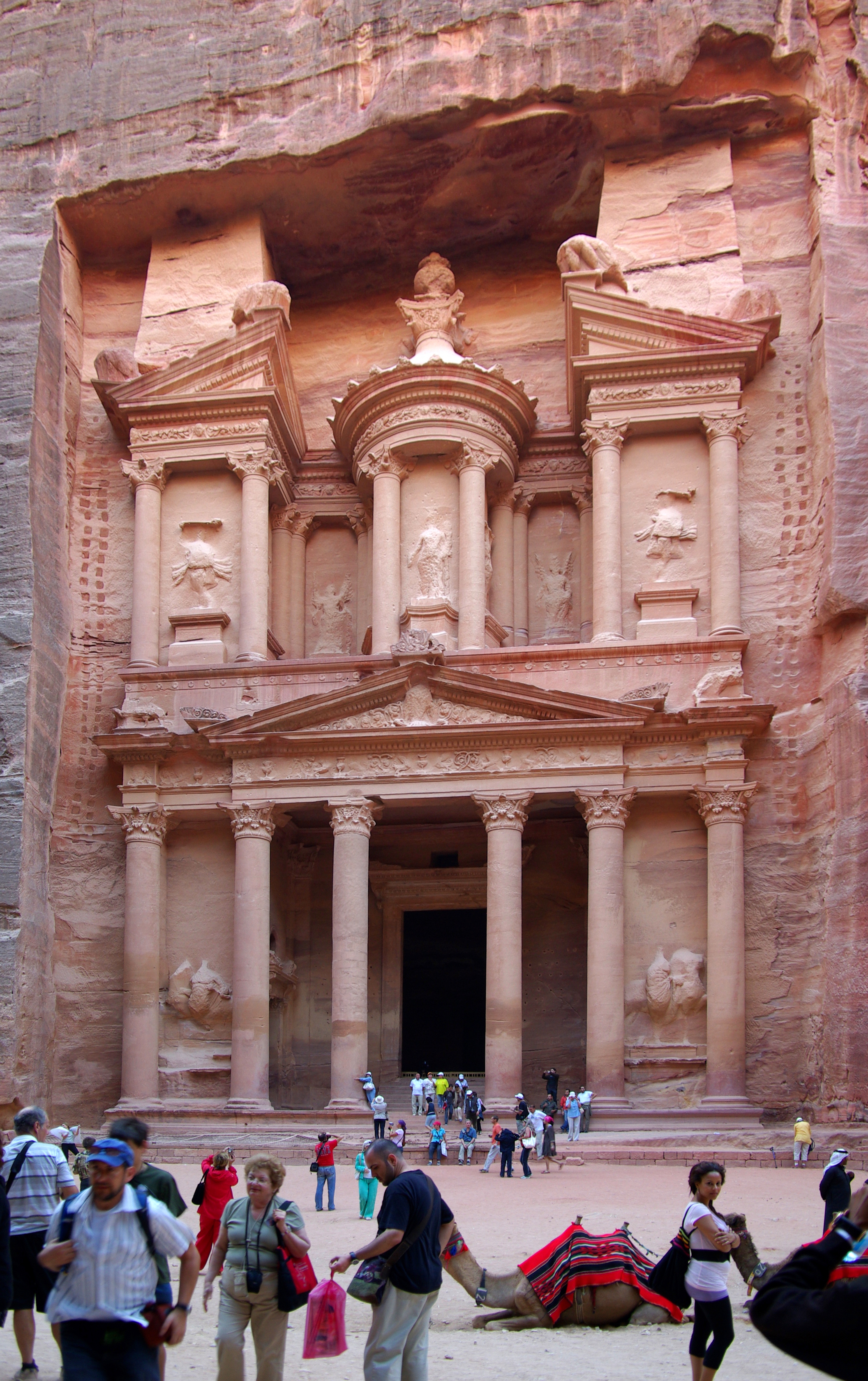
Храм-усыпальница Эль-Хазне

Набатея при своём образовании заняла бо́льшую часть территории Эдома (Идумеи) и оказалась объектом соперничества молодых держав диадохов: птолемеевского Египта и государства Селевкидов, заинтересованных в торговле с Аравией: караванные пути, по которым шла торговля пряностями и благовониями, проходили по набатейской территории. В 312 или 311 году до н. э. военачальник Антигона Афиней разграбил Петру, воспользовавшись отсутствием мужчин, которые отмечали какой-то местный ежегодный праздник. Набатея до начала II века до н. э. оставалась в сфере влияния птолемеевского Египта и при упадке державы Селевкидов начала территориальную экспансию.
Наследственная монархия в Набатее ведёт отсчёт с воцарения Ареты I в 169 году до н. э. Набатейское царство соперничало с хасмонейской Иудеей, во время правления Ареты III в 84 году до н. э. подчинило Дамаск и часть Сирии. В течение римской экспансии в I веке до н. э. — I веке н. э. Набатея сумела сохранить независимость и союзнические отношения с Римом — так, набатейские войска выступали в качестве союзников Рима при осаде Титом Иерусалима. В 105 году Траян после смерти Раббэля II присоединил Набатею к Риму, образовав на её территории провинцию Аравия Петрейская (Arabia Petraea).

## Набатейский язык
Набатейцы были арабским племенем, но писали они по-арамейски, используя при этом набатейское письмо, развившееся из арамейского. До нас дошло большое количество набатейских надписей. Впоследствии набатейское письмо стало той основой, на которой сформировалось классическое арабское письмо.

## Цари Набатеи
- Арета I (около 168 года до н. э.)
- Арета II (около 120/110 — 96 гг. до н. э.)
- Ободат I (около 96 — 85 гг. до н. э.)
- Раббэль I (85/84 год до н. э.)
- Арета III Филэллин (84 — 62/1 гг. до н. э.)
- Ободат II (62/1 — 60/59 гг. до н. э.)
- Малику I (60/59 — 30 гг. до н. э.)
- Ободат III (30 — 9 гг. до н. э.)
- Арета IV Филопатрис (9 год до н. э. — 39/40 год)
- Малику II (39/40—69/70 годы)
- Раббэль II Сотер (70/71—106 годы)
- Малику III (106 год ?)

## Набатейские города и объекты
- Петра
- Мадаин-Салих
- Шивта
- Мамшит
- Авдат
- Халуца